# Juan Antonio Samaranch
Juan Antonio Samaranch Torelló, markis (Marqués) de Samaranch, född 17 juli 1920 i Barcelona, död 21 april 2010 i Barcelona, var ordförande i Internationella olympiska kommittén (IOK) 1980–2001.

## Biografi

### Karriär i olympiska rörelsen
År 1967 blev Samaranch ordförande i Spanska olympiska kommittén och medlem av Internationella olympiska kommittén (IOK). 1970 lämnade han ordförandejobbet i spanska olympiska kommittén. Åren 1974-1978 var han vice ordförande i Internationella olympiska kommittén. Han var sedan ordförande 1980–2001.

### Markis (titel)
Kung Juan Carlos I av Spanien gav Samaranch adelstiteln markis (Marqués) 1991 för hans arbete inom den olympiska rörelsen.

### Länkar till fascismen
Samaranch blev utnämnd till sportminister av Francisco Franco år 1967, och satt så länge som till 1977. Han var även spansk ambassadör i Sovjet och Mongoliet mellan 1977 och 1980. Det har även, i olika medier, dykt upp en bild där man ser Samaranch medan han hyllar och firar trettiåttonde årsdagen av Francos statskupp, genom att göra en fascisthälsning.